# 군구지휘자

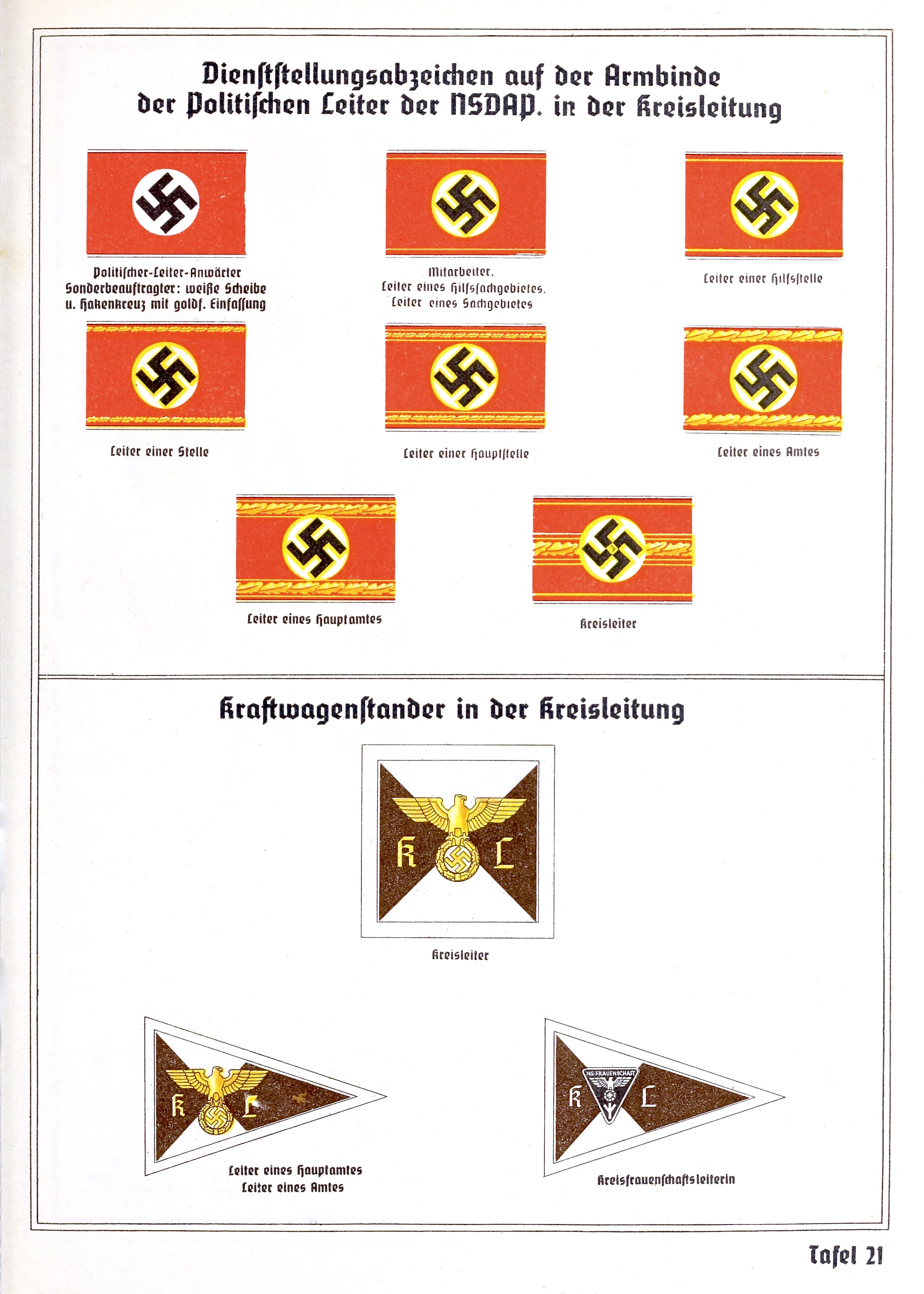

군구지휘자(독일어: Kreisleiter)는 1930년에서 1945년 사이에 존재한 나치당 당원 계급이다. 본래 군구지휘자는 독일의 각 선거구에서 나치 도당을 조직하는 일을 했고, 나치가 일당독재를 하게 된 뒤에는 지자체 정부 중 하나의 구실을 하게 되었다.
나치 당원 계급상 네 번째로 높은 계급이지만, 최고 계급은 유일한 총통 아돌프 히틀러이기 때문에 사실상 세 번째로 높은 계급이다.